# Scopula distracta
Scopula distracta är en fjärilsart som beskrevs av Butler 1881. Scopula distracta ingår i släktet Scopula och familjen mätare. Inga underarter finns listade.